# M39 (transporter opancerzony)
M39 – gąsienicowy transporter opancerzony konstrukcji amerykańskiej z okresu II wojny światowej.

## Historia
Gąsienicowy transporter opancerzony M39 powstał na bazie pojazdu T70, który był prototypem niszczyciela czołgów M18 Hellcat. Próby na poligonie wykazały, że jego zastosowanie może być utrudnione z powodu mniejszej ruchliwości pojazdów pomocniczych w batalionach niszczycieli czołgów. Postanowiono, tytułem próby, przebudować jeden prototyp, aby mógł spełniać zadanie pojazdu rozpoznawczego lub ciągnika-transportera. Z pojazdu zdjęto wieżę i przebudowano przedział bojowy. Próby poligonowe przebiegły pomyślnie. Zdecydowano, że konstrukcja pojazdu powinna umożliwiać łatwe przystosowanie go do jednej z dwóch ról: ciągnika dla armat przeciwpancernych M6 kal. 76,2 mm (oznaczonego T41) lub pojazdu dowodzenia i zwiadu (T41E1). Obie wersje różniły się tylko liczbą zamontowanych radiostacji.
Pod koniec czerwca 1944 roku, ciągnik T41 przyjęto do uzbrojenia. Planowano przebudowę 640 niszczycieli czołgów T70. W listopadzie 1944 nowy pojazd standaryzowano jako M39. Na specjalne żądanie wojsk walczących w Europie, powstało jeszcze 10 sztuk pojazdów T41E1. Wariantu tego nie standaryzowano.

## Służba
Pojazdy M39 trafiły do uzbrojenia armii amerykańskiej w ostatnich miesiącach II wojny światowej. Zostały użyte w ostatnich walkach wojny.
Po jej zakończeniu, Armia Amerykańska zrezygnowała z holowanych dział przeciwpancernych. Dostosowano je więc do roli transporterów opancerzonych oraz wozów dowódczych i zwiadowczych. W tej roli były używane w czasie wojny koreańskiej. Transportery M39 pozostawały w uzbrojeniu armii USA do 1957 roku. Dłużej pozostawały w uzbrojeniu armii Niemiec i Francji. Pewna ich liczba trafiła także do Ameryki Południowej.